# Nicola Albani
Nicola Albani (ur. 15 kwietnia 1981 w San Marino) – sanmaryński piłkarz występujący na pozycji obrońcy, reprezentant San Marino w latach 2001–2011.

## Kariera klubowa
W trakcie swojej kariery Albani występował w klubach Campionato Sammarinese i zespołach z niższych lig włoskich.

## Kariera reprezentacyjna
W reprezentacji San Marino rozegrał 40 spotkań i strzelił bramkę w zremisowanym 1:1 meczu z Łotwą w Rydze. Był to pierwszy wyjazdowy remis w meczu o punkty w historii reprezentacji San Marino. Jako jedyny zawodnik Albani był w kadrze meczowej na wszystkie mecze w ramach eliminacji Mistrzostw Europy 2008.

### Bramki w reprezentacji
| Lp. | Data             | Miejsce              | Przeciwnik | Bramka | Rezultat | Ranga meczu                       |
| --- | ---------------- | -------------------- | ---------- | ------ | -------- | --------------------------------- |
| 1.  | 25 kwietnia 2001 | Stadion Skonto, Ryga | Łotwa      | 1:1    | 1:1      | Eliminacje Mistrzostw Świata 2002 |

## Sukcesy
SS Murata
- Superpuchar San Marino: 2008